# Religioni in Austria
CattoliciProtestantiOrtodossiEbreiMusulmaniAltroAtei/agnosticiCattoliciProtestantiOrtodossiEbreiMusulmaniAltroAtei/agnostici
Il cristianesimo è la religione più diffusa in Austria. Dal 2001 i censimenti della popolazione non rilevano più l'affiliazione religiosa, per cui non sono più disponibili dati precisi. Secondo un'indagine statistica del 2018, i cristiani rappresentano il 69% della popolazione e sono in maggioranza cattolici (il 57% della popolazione); l'8% della popolazione segue l'islam e la restante parte della popolazione (circa il 23%) comprende coloro che seguono altre religioni, non seguono alcuna religione o non specificano la propria affiliazione religiosa. È interessante notare che nel censimento del 2001 i cristiani erano l'81,5% della popolazione e coloro che non seguivano alcuna religione erano il 12% della popolazione. Stime dell'Association of Religion Data Archives (ARDA) riferite al 2015 danno i cristiani al 67,5% circa della popolazione, i musulmani al 7% circa della popolazione e coloro che non seguono alcuna religione al 18% circa, mentre la restante parte della popolazione seguirebbe altre religioni.
La costituzione riconosce la libertà religiosa e proibisce le discriminazioni religiose. La legge proibisce l'incitamento all’odio religioso e gli atti ostili contro altri gruppi religiosi. Le organizzazioni religiose devono registrarsi e a tale fine sono previste tre categorie: società religiose, comunità religiose confessionali e associazioni. Le organizzazioni registrate possono praticare pubblicamente il culto, organizzare attività sociali, ottenere contributi e agevolazioni fiscali ed esercitare assistenza religiosa in carceri e ospedali. Le organizzazioni non registrate possono praticare il culto privatamente a condizione di non violare le leggi e il pubblico decoro. La registrazione deve essere effettuata con l'Ufficio per gli affari religiosi presso la Cancelleria Federale. Nelle scuole pubbliche e private è previsto l'insegnamento della religione, che deve comprendere anche l'educazione alla tolleranza religiosa. I corsi sono condotti da insegnanti delle organizzazioni religiose riconosciute, ma è previsto un minimo di tre studenti per attivare una classe; per gli studenti che non seguono corsi di religione sono previsti corsi di etica.

## Religioni presenti

### Cristianesimo
La maggioranza dei cristiani austriaci sono cattolici (il 57% della popolazione); gli ortodossi rappresentano l'8,7% della popolazione e i protestanti il 3,3% della popolazione.
La Chiesa cattolica è presente in Austria con 2 sedi metropolitane, 7 diocesi suffraganee e 1 ordinariato militare. 
La Chiesa ortodossa è presente in Austria con la Chiesa greco-ortodossa, la Chiesa ortodossa russa, la Chiesa ortodossa serba, la Chiesa ortodossa rumena e la Chiesa ortodossa bulgara.
Fra i protestanti austriaci il gruppo più numeroso è costituito dai luterani, che rappresentano circa il 3% della popolazione, mentre il secondo gruppo è costituito dai calvinisti. Sono inoltre presenti metodisti, battisti, anglicani, mennoniti, pentecostali e avventisti del settimo giorno. 
Fra i cristiani di altre denominazioni, sono presenti i Testimoni di Geova, la Chiesa di Gesù Cristo dei Santi degli Ultimi Giorni (i Mormoni), la Chiesa vetero-cattolica d'Austria e la Chiesa neo-apostolica.

## Islam
La religione islamica è arrivata in Austria attraverso gli immigrati provenienti principalmente dalla Penisola balcanica e dalla Turchia. I musulmani presenti nel Paese sono quasi tutti sunniti.

### Altre religioni
In Austria sono presenti gruppi di ebrei, buddhisti, induisti, bahai e piccoli gruppi che seguono la religione popolare cinese e i nuovi movimenti religiosi.